# Алексий (Шепелев)
Алексий Голосе́евский (в миру Владимир Иванович Шепелев; 14 (26) апреля 1840, Киев — 11 (24) марта 1917, Киев) — иеромонах Русской православной церкви, духовник Голосеевской пустыни.

## Биография
Родился в Киеве в дворянской семье. Отец, Иван Иванович Шепелев, в чине капитана служил в Киевском арсенале, мать — Мария Кузьминична.
До 13-летнего возраста он не говорил. На Пасху 1853 года в домовой церкви митрополита Киевского Филарета, согласно житийным источникам, при третьем приветствии владыки «Христос воскресе!» немота отступила, и он ответил: «Воистину воскресе!».
После исцеления, 2 июля 1853 года Владимир Шепелев был отдан на воспитание в Киево-Печерскую лавру — послушником митрополита Филарета, с которым каждое лето выезжал в Голосеевскую пустынь. 6 марта 1856 года он стал временным послушником лавры при типографии, а 15 апреля 1857 года духовный собор причислил его в число действительных послушников лавры с оставлением при типографии.
В 1872 году — 13 апреля, в Великий четверг — пострижен в монашество с именем Алексей (в честь Алексия, человека Божия), 23 ноября рукоположён во иеродиакона, а через год, 6 декабря 1875 года, — во иеромонаха. 20 августа 1879 года отец Алексий был назначен ризничим на Ближних пещерах; ему часто поручалось сопровождать по пещерам почётных гостей. В награду за эти труды он получил наперсный крест от Святейшего синода. 7 октября 1885 года он был перемещён на должность ризничего к Великой церкви (Успенскому собору), но спустя два года освобождён от этой должности по навету недоброжелателей, сестёр Степановых.
В конце концов, после 38-летнего пребывания в Киево-Печерской лавре, 30 апреля 1891 года, его перевели в Спасо-Преображенскую пустынь, а 15 ноября 1895 года — в Голосеевскую пустынь, где он был духовником-старцем лаврской братии и приходящих богомольцев. В Голосеевской пустыни преподобный Алексей провёл 21 год — здесь в марте 1917 года он скончался и был похоронен в 5 м от стены церкви «Живоносный Источник». В 1925 году состоялось перемещение мощей преподобного старца на 20 м ниже от прежнего места.

## Канонизация
В 1993 году в Голосеевской обители Алексий был причислен к числу местночтимых святых Украинской православной церкви.
30 ноября 2017 года Архиерейский собор Русской православной церкви принял решение об общецерковном прославлении преподобного Алексия Голосеевского с установлением даты памяти 24 марта.